# خوشه گلوله

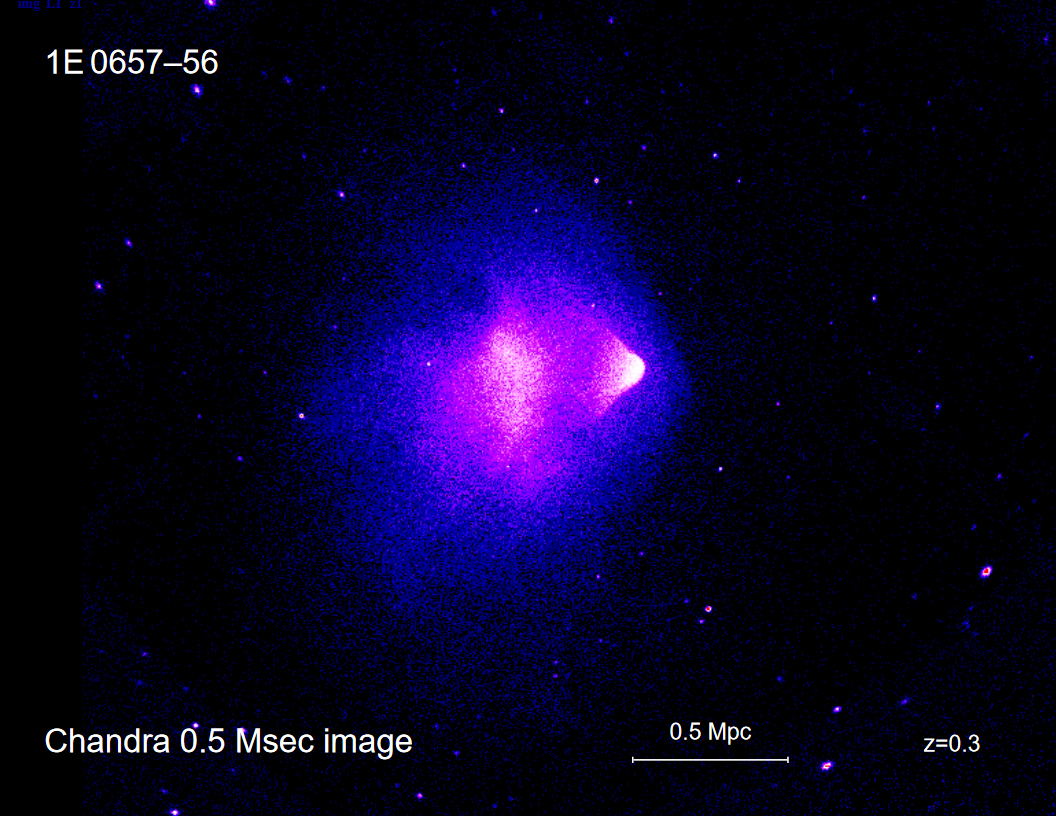
نمایی از نگارهٔ پرتو ایکس «خوشه گلوله»، تصویربرداری‌شده توسط رصدخانه پرتو ایکس چاندرا، در بازهٔ ۱۴۰ ساعت. مقیاس در مگاپارسک، نشان‌داده‌شده‌است. Redshift (z) = 0.3، به این معناست که طول موج نور آن با ضریب ۱,۳ کشیده‌شده‌است.

خوشه گلوله (به انگلیسی: Bullet Cluster) متشکل از دو خوشه کهکشانی می‌باشد که در اثر کشش گرانشی در حال برخورد به یکدیگر هستند. اصطلاح گلوله اشاره به خوشه کوچکتر دارد که مانند گلوله از درون خوشه بزرگتر عبور کرده و با آن تقریباً فاصله همراه ۱٫۴ GPC دارد.
مشاهدات همگرایی گرانشی مربوط به خوشه گلوله جدی‌ترین شواهد دال بر وجود ماده تاریک را تا به امروز فراهم آورده است. هر چند تعداد کمی از فیزیکدانانِ نظری بر تفسیر نتایج این خوشه اختلاف نظر دارند.

## معرفی
در سال ۲۰۰۴ دو خوشهٔ ترکیب شوندهٔ 1E0657-۵۵۶ توسط رصدخانهٔ پرتوی ایکس چاندرا رویت شدند. در این مجموعه یک زیرخوشه در حال ادغام شدن و عبور از خوشه اصلی می‌باشد. این زیرخوشه همانند یک گلوله در حال ورود به بدنهٔ خوشهٔ اصلی می‌باشد و در اثر حرکت آن در پلاسمای گازی، یک موج شوک ایجاد شده است. بررسی خواص جبههٔ این موج نشان می‌دهد سرعت نسبی زیر خوشه در داخل خوشه برابر ۴۷۰۰ km/h می‌باشد. بررسی‌های موجود این دو خوشه اطلاعات بسیار جالبی را دربارهٔ ماهیت ماده تاریک افشا می‌سازد. چون صفحه برخورد این دو خوشه با صفحهٔ آسمان انحراف زاویه‌ای اندکی دارد، فرصت مناسبی برای مشاهده ماده تاریک به دست آمده است.

## شاهدی بر وجود ماده تاریک
قسمت اعظم خوشه‌های کهکشانی را هالهٔ ماده تاریک تشکیل می‌دهد. ساختار خوشه از یک هالهٔ پلاسمای گازی با حرارات چندین میلیون درجه تشکیل شده که که ۹۰ درصد از ماده باریونی و مرئی در خوشه هست و مولد پرتوی ایکس می‌باشد. اندک ماده باریونی باقی‌مانده ستاره‌ها هستند. از آنجا که ماده تاریک برهمکنش الکترومغناطیسی ندارد و حدودِ مشاهدات دلالت بر کوچک بودن سطح مقطع پراکندگی در برهمکنش ماده تاریک دارد، لذا دو هاله ماده تاریک بدون برخورد می‌باشند و بدون آنکه تغییر زیادی در ساختار آنها ایجاد شود از داخل هم عبور می‌کنند. از طرف دیگر هاله پلاسمای گازی در دو خوشه با هم برخورد خواهند کرد، تغییر شکل خواهند داد و در اثر این برخورد بین هاله ماده تاریک و گازهای باریونی درون خوشه فاصله می‌افتد. نتایج عکسبرداریهای پرتو ایکس نشان می‌دهد هاله‌های گازی دربرخورد با هم در مرکز برخرد شده‌اند. این در حالی ست تجمع جرمی خوشه‌ها با توجه به محاسبات اثر همگرایی گرانشی نشان می‌دهد که جرم اصلی خوشه‌ها در محلی دورتر از مرکز برخرد واقع شده است و هاله‌های تاریک بدون برخورد از کنار هم عبور کرده‌اند. این مشاهدات موید آنست که ماده‌ای بدون نور، بدون برخورد، ماده‌ای تاریک، قسمت عمده جرم خوشه را تشکیل داده است.